# Vanessa (ópera)
Vanessa es una ópera en tres actos (originariamente cuatro) compuesta en 1956-57 por Samuel Barber con libreto original en inglés de Gian Carlo Menotti, inspirado por la atmósfera de los Siete cuentos góticos de Isak Dinesen, aunque la historia en sí no aparece en ellos. Fue compuesta en 1956–1957 y se estrenó en el Metropolitan Opera de New York el 15 de enero de 1958, en una puesta en escena de Cecil Beaton protagonizada por Eleanor Steber, Regina Resnik, Nicolai Gedda y Rosalind Elías dirigida por Dmitri Mitropoulos. Barber revisó la ópera en 1964, reduciendo los cuatro actos a la versión en tres actos que es la que actualmente más se representa hoy en día.
El rol de Vanessa fue originalmente pensado para Maria Callas - entonces en el momento de máxima fama - y posteriormente dado a Sena Jurinac quien canceló semanas antes del estreno, recayendo en Eleanor Steber que obtuvo un gran éxito.
Fue revivida en el 2001-2004 por Kiri Te Kanawa en Montecarlo, Los Ángeles y Washington como despedida a su carrera en el escenario de ópera.
Esta ópera rara vez se representa en la actualidad; en las estadísticas de Operabase aparece con sólo 8 representaciones en el período 2005-2010, siendo la primera de S. Barber.

## Personajes
| Personaje                                                              | Tesitura     | Reparto del estreno, 15 de enero de 1958 (Director: Dimitri Mitropoulos) |
| ---------------------------------------------------------------------- | ------------ | ------------------------------------------------------------------------ |
| Vanessa                                                                | soprano      | Eleanor Steber                                                           |
| Erika, su sobrina                                                      | mezzosoprano | Rosalind Elias                                                           |
| La vieja baronesa, madre de Vanessa                                    | contralto    | Regina Resnik                                                            |
| Anatol, el hijo del amante original de Vanessa, también llamado Anatol | tenor        | Nicolai Gedda                                                            |
| El viejo doctor                                                        | barítono     | Giorgio Tozzi                                                            |
| Nicholas, el mayordomo                                                 | bajo         | George Cehanovsky                                                        |
| El lacayo                                                              | bajo         | Robert Nagy                                                              |

## Grabaciones
El aria más conocida de la ópera es "Do not utter a word" y ha sido grabada por Lauren Flanigan, Leontyne Price y Renée Fleming entre otras.
Existen dos versiones discográficas referenciales, la del estreno (1958, dirigida por Mitropoulos y con Eleanor Steber en el rol titular) y una del 2003 con Christine Brewer y Susan Graham dirigidas por Leonard Slatkin.